# Kralupy nad Vltavou
Kralupy nad Vltavou (německy Kralup an der Moldau) jsou město ležící po obou stranách řeky Vltavy  25 km severně od Prahy, v okrese Mělník ve Středočeském kraji 2 km od Dolan a 3 a půl km od Debrna. Žije zde přibližně 19 tisíc obyvatel. Je železničním uzlem několika regionálních drah a hlavní trati Praha–Děčín.

## Původ jména
Jméno Kralupy údajně vychází ze spojení kor lupy ve významu "ves loupačů kůry". Jméno by tedy napovídalo, že se v okolí Kralup ve velkém loupala kůra. Ovšem na rozdíl od ostatních obcí, které v Čechách dostaly jméno Kralupy, podle archeologických nálezů měla krajina v okolí dnešních Kralup nad Vltavou povahu spíše stepní. Pravděpodobnější (i když pro město méně lichotivá) je varianta, že jméno vzniklo jako hanlivé označení místa, kde žijí zloději drůbeže, lidé, kteří „loupí kury“. Možné však je, že vzniklo zcela jinak a lze se jen dohadovat, jak. Přívlastek „nad Vltavou“ odlišuje město od Německých Kralup neboli Kralup u Chomutova, obce zaniklé v roce 1976 kvůli těžbě uhlí, a Kralup u Žatce, obce zaniklé již ve středověku.[zdroj?]

## Popis území
Kralupy leží v místě, kde řeka Vltava vytéká ze skalnatého údolí Pražské plošiny a vstupuje do otevřené krajiny Polabí. Centrum města se rozkládá na levém břehu Vltavy v katastrálním území Kralupy nad Vltavou, jihovýchodně od Zákolanského potoka, toto katastrální území však zasahuje i do průmyslové a sportovní zóny na pravém břehu řeky. Blízko centra města se nachází železniční stanice Kralupy nad Vltavou, významný železniční uzel. V centru Kralup stojí pseudogotický kostel Nanebevzetí Panny Marie a svatého Václava, vysvěcená 27. října 1895. V 70. letech 20. století byl kostel ve směru od Lobečku zastíněn novostavbou obchodního domu.[zdroj?]
Na jihozápadě je součástí města místní část Minice (k. ú. Minice u Kralup nad Vltavou). V Minicích je železniční zastávka Kralupy nad Vltavou-Minice na trati 093 do Zákolan. Minicemi podél železniční tratě protéká Zákolanský potok a vlévá se zde do něj Knovízský potok. Přes Minice přichází do Kralup také silnice II/240 z Turska pod názvem Pražská. V Minicích je kostel svatého Jakuba Staršího. Na hranici Minic a Mikovic u hranice sousední obce Otvovice je přírodní památka Minická skála.[zdroj?]
V západní části Kralup leží místní části Mikovice (k. ú. Mikovice u Kralup nad Vltavou) a Zeměchy (k. ú. Zeměchy u Kralup nad Vltavou). Železniční trať z kralupského nádraží má v Mikovicích stanici Kralupy nad Vltavou-předměstí a dále se větví na severozápad do Velvar a na západ do Zvoleněvsi. Západní větev má ještě v Zeměchách zastávku Zeměchy. Oběma částmi prochází silnice II/240 pod názvem Velvarská směrem do Velvar. Mikovice tvoří západní část souvislé zástavby města Kralup. Zeměchy jsou urbanisticky samostatnou vesnicí vzdálenou ještě asi 1 km západně. V Zeměchách je kostel Narození sv. Jana Křtitele, na jižním okraji vsi pak přírodní památka Sprašová rokle u Zeměch. V severní části k. ú. Zeměchy leží ve vzdálenosti asi 1,2 km od Zeměch osada (usedlost) Nový Dvůr.[zdroj?]
Severní část města na levém břehu zaujímá katastrální území Lobeč, které jako jediné není samostatnou místní částí, ale patří také k centrální místní části. Jižním okrajem Lobče prochází východozápadním směrem silnice II/101, která na východě pokračuje přes most T. G. Masaryka (postavený v letech 1926–1928) do další místní části Lobeček a pak směrem na Veltrusy. Souběžně s vltavským břehem prochází Lobčí severojižním směrem silnice III. třídy do Nelahozevsi. V Lobči poblíž centra města je sportovní hala s plaveckým bazénem. Nad děčínskou železniční tratí vystupuje skalnatý ostroh Hostibejk s vycházkovými cestami a vyhlídkovým altánem, podél řeky pak navazuje Lobečská skála se třemi tzv. Nelahozeveskými tunely (I, II a III). Po břehu řeky vede Dvořákova stezka.[zdroj?]
Na levém břehu město Kralupy sousedí (od jihu k severu) s obcemi Dolany nad Vltavou, Holubice, Otvovice, Olovnice, Velvary a Nelahozeves.[zdroj?]
Pravý (severovýchodní) břeh Vltavy zaujímá místní část a katastrální území Lobeček a na jihu na něj zasahuje k. ú. Kralupy nad Vltavou. Blíže k Vltavě leží obytná čtvrť s několika školami a zimním stadionem. Východní část Lobečku zaujímá rozsáhlý areál společností Synthos Kralupy (bývalý Kaučuk Kralupy) a Orlen Unipetrol RPA (bývalá Česká rafinérská), na který na jihozápadě navazují další průmyslové objekty. Celá průmyslová zóna je protkaná sítí vleček. V nejvýchodnějším výběžku Kralup leží na trati 092 železniční stanice Chvatěruby. Město Kralupy na tomto břehu řeky sousedí s Veltrusy a Chvatěruby.[zdroj?]
V letech 1850–1879 k městu patřily i Lešany.

## Historie

Mariánský sloup v Mikovicích byl postaven po morové epidemii v letech 1713–1715

Kralupské údolí bylo osídleno již v pravěku. První doložená zmínka o Kralupech (považovaná za falzum) se nachází v soupisu majetku břevnovského kláštera z roku 993. První písemná zmínka o Kralupech je až v darovací listině krále Václava I., který 6. dubna 1253 věnoval pražským křižovníkům s červenou hvězdou několik vesnic, mezi nimi i Kralupy. Řád zde dal postavit mlýn s tvrzí a ves zůstala v jeho držení až do roku 1848. Tehdy počet jejích obyvatel nedosahoval ani 200 obyvatel.[zdroj?]

### 19. století
Ještě v roce 1850 byly Kralupy jen osadou s 27 domky. Mohutný rozvoj nastal se zavedením železnice. S koncem roboty přišla v roce 1851 železnice a s ní i pokrok. K podmokelské dráze přibyla dráha buštěhradská na dopravu kladenského uhlí, které se zde překládalo do lodí. Postavena byla loděnice a založena první chemická továrna. V roce 1865 přibyla dráha turnovská, postavily se železniční dílny, v Kralupech vznikla železniční křižovatka.[zdroj?]
V roce 1867 byla zřízena první kralupská obecná škola. A rozvoj obce pokračoval: byl postaven parní mlýn a parní pila, rozrůstaly se železniční objekty, postaven byl pivovar a cukrovar, takže v roce 1881 měla obec s připojenou Lobčí téměř 3 000 obyvatel a byla povýšena na městys. V tomto roce byla prodloužena železniční trať do Velvar. K dílnám, chemickým a stavebním podnikům přibyly strojírny, byla založena spořitelna a zaveden telefon. V roce 1884 vznikl kralupský Sokol a zakládány byly i dělnické spolky. V roce 1901 zahájila výrobu Kralupská rafinerie minerálních olejů, která později měla na 700 zaměstnanců.[zdroj?]
Přibývalo obyvatel, stavěly se další školy a ke konci 19. století kralupská obec usilovala o získání statutu města. Důležitým předpokladem byl ale vlastní kostel. Z daru pražského probošta Msgr. Eduarda Tersche byl v letech 1894–1895 postaven farní kostel Panny Marie a sv. Václava a teprve poté mohly být Kralupy rozhodnutím císaře Františka Josefa I. z 22. listopadu 1902 povýšeny na město.

### 20. století
V roce 1910 mělo město na 6 000 obyvatel, byl zřízen okresní soud a berní úřad a v roce 1913 se Kralupy staly sídlem okresní politické správy. V červenci 1914 vypukla první světová válka, do níž z okresu narukovalo 7 000 mužů a z kostelní věže byly zrekvírovány největší zvony. Nový okres nedokázal zorganizovat zásobování, docházelo ke stávkám a demonstracím a Kralupy se staly jedním z měst, kde došlo k převratu již 14. října 1918.[zdroj?]
V roce 1935 byl v Kralupech založen první skautský oddíl pod vedením Fr. Šandy a V. Kintery.[zdroj?]
V letech 1935–1936 bylo severovýchodně od města na obecních pozemcích v Lobečku vybudováno kralupské letiště, které vzniklo v rámci akce „1 000 nových pilotů republice“, kterou organizovala Masarykova letecká liga a Aeroklub republiky Československé. V roce 1939 bylo letiště v Kralupech obsazeno německou armádou. Létání v místním aeroklubu bylo samozřejmě ukončeno. Po válce byl obnoven nejprve bezmotorový provoz a o něco později se začalo i s motorovým létáním na letadle Piper. Letecká činnost na Kralupském letišti pokračovala až do roku 1958, kdy se na ploše letiště začalo s výstavbou podniku Kaučuk.
Ani během německé okupace neustávala kulturní činnost, vzbuzující naději. Místní spolky se spojily a jejich činnost vyvrcholila v roce 1941 oslavami stých narozenin Antonína Dvořáka.[zdroj?]
Kralupy patřily za druhé světové války k nejpostiženějším českým městům, neboť velkou část města poničil těžký nálet amerických bombardérů v poledne 22. března 1945. Jeho cílem byla kralupská rafinerie. Oblak černého kouře ze zasažené nádrže ropy zahalil celé město a další vlny bombardérů už shazovaly svůj náklad naslepo, celkem na 1 500 bomb. Nálet poškodil nádraží, zničil většinu průmyslových objektů a 117 domů, mnoho dalších domů bylo poškozeno. Město bylo zcela rozvráceno, o životy přišlo 145 Čechů a 100 německých vojáků. Kralupy se staly válkou nejpostiženějším městem v Čechách.
Po osvobození v květnu 1945 nastal čas obnovy. Němečtí zajatci byli nasazeni na odklízení trosek, lidé se vraceli k opravám budov a strojů. Z okolí do města proudily stovky nedělních brigádníků, naopak do pohraničí se stěhovali ti, kteří v postiženém městě nemohli najít obživu.[zdroj?]
| „                                                        | Sotva jsem vyšel z nádražní haly a rozhlédl se po ulicích, poznal jsem, že stín březnové katastrofy leží ještě nad městem. V Praze už zářily výkladní skříně a ulice byly plny lidí, kralupské ulice byly šedé a téměř liduprázdné. Nikde nic svátečního. Vítr jakoby v rozích ulic místo smetí proháněl ještě pláč, slzy a vzdechy. Všude se šlapalo po smutných a ošklivých vzpomínkách. | “ |
| — Jaroslav Seifert po návštěvě Kralup na konci roku 1945 | |   |

Od roku 1947 byly Kralupy opět okresním městem. Na levém předmostí byla dostavěna budova Okresního národního výboru, v centru hasičský dům a poliklinika.[zdroj?]
V Lobečku byly postaveny dětské jesle a moderní škola. V roce 1948 byl kralupský okres rozšířen a zahrnoval 3 města a 50 vesnic s 35 000 obyvatel. Protože téměř 80 % plochy okresu tvořila orná půda, byla propagována násilná kolektivizace zemědělství, která však nepřinesla očekávané výsledky. Například v roce 1950 byly výnosy obilovin nižší než před válkou. Představitelé politické opozice byli vězněni nebo vystěhováni.[zdroj?]
Od roku 1955 město stagnovalo, při odstraňování válečných škod byly zrušeny některé dřívější menší provozy a nedokázalo se proto vyrovnat jiným, válkou nepostiženým městům. V roce 1960 proběhla územní reorganizace, Kralupy ztratily statut okresního města, okres byl rozdělen a město s východní částí okresu bylo přičleněno k Mělnicku.[zdroj?]

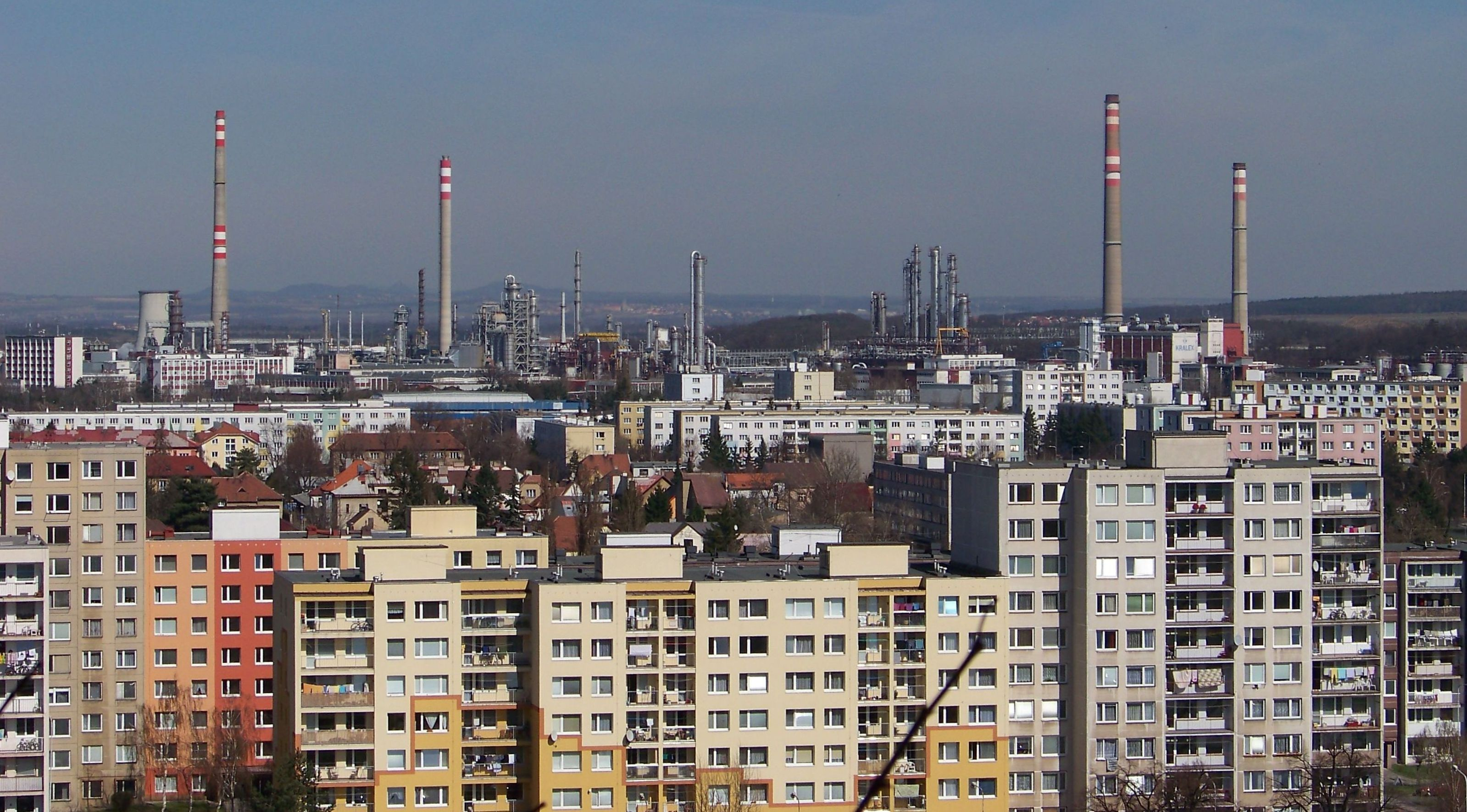
Kralupská sídliště v Lobči a Lobečku a komplex závodu Kaučuk, pohled z Hostibejku

Velký význam pro město mělo rozhodnutí, navazující na tradici zdejšího lučebního průmyslu, o vybudování jednoho z největších chemických závodů naší republiky – národního podniku Kaučuk. Jeho stavba byla zahájena koncem léta 1958 na kralupském sportovním letišti a do Kralup se začaly sjíždět stovky mládežníků z celé republiky. Výroba v novém chemickém podniku byla zahájena v roce 1963. V roce 1975 byl n. p. Kaučuk rozšířen o rafinerii ropy a stávající výrobní zařízení byla rozšiřována a modernizována. Zároveň se pronikavě začala měnit tvář města.[zdroj?]
V Lobečku rychle pokračovala stavba nového sídliště s více než 1 000 byty, bylo vybudováno i nové koupaliště, Společenský dům s kinem a víceúčelovým sálem, budova bývalého ONV byla adaptována na nemocnici. Koncem 60. let byla stavební činnost přesunuta do města výstavbou dalšího sídliště Kochmanka a po likvidaci cukrovaru vzniklo další stejnojmenné sídliště u levého břehu Vltavy. V roce 1969 byla v Lobečku vybudována umělá ledová plocha, o 20 let později také zastřešená. V roce 1974 byla zahájena přestavba železničního uzlu, při které byly zbořeny k dráze přiléhající části ulic Husovy a Jungmannovy. Bylo rovněž zbořeno staré nádraží a nové, moderní bylo uvedeno do provozu v roce 1986. Dne 21. ledna tohoto roku za asistence Státní bezpečnosti byl na kralupském hřbitově pohřben laureát Nobelovy ceny, básník Jaroslav Seifert.[zdroj?]
Revoluční události z podzimu roku 1989 znamenaly „konec vlády jedné strany“. V červnu 1990 byl dostavěn hotel Sport, do jehož části se přestěhoval městský národní výbor, v němž byli vedle komunistů zastoupeni i představitelé Občanského fóra. V podzimních volbách do Městského zastupitelstva byl starostou města zvolen Mgr. Pavel Rynt. Další rok probíhal ve znamení privatizací a restitucí znárodněného majetku. Koncem roku 1991 bylo ustaveno Městské muzeum, v roce následujícím pak městská policie.[zdroj?]
V lednu 1994 se kralupský Kaučuk stal akciovou společností. V komunálních volbách byl starostou města zvolen opět Pavel Rynt. V říjnu 1995 byl slavnostně otevřen penzion pro důchodce, vedle mostu T. G. Masaryka byla zahájena stavba lávky pro pěší. Po jejím otevření v prosinci 1996 byla zahájena oprava mostu.[zdroj?]

### Povodeň 2002

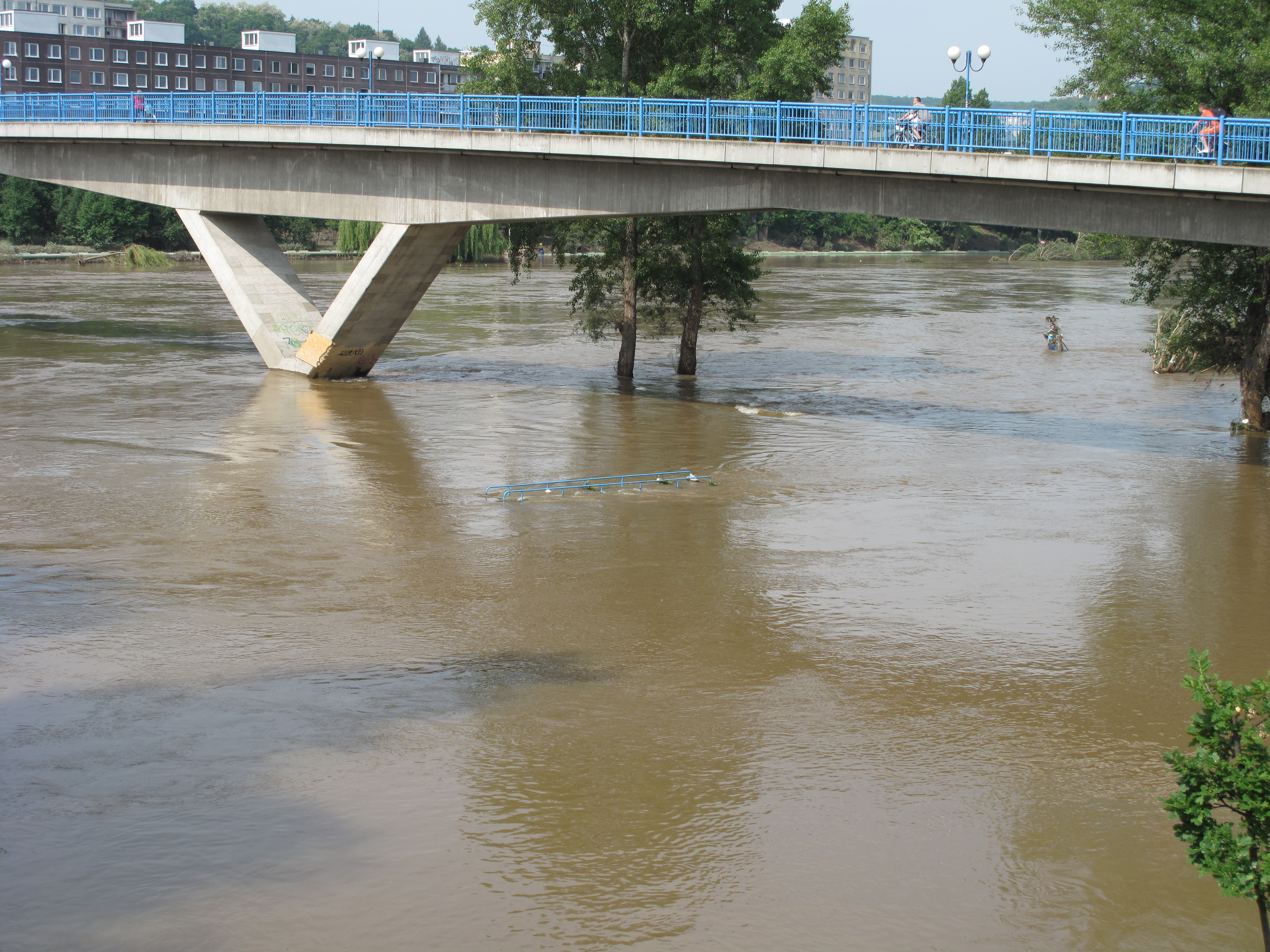
Povodeň v roce 2013

Město postihla povodňová vlna, svou prudkostí a svými následky zatím největší v historii dolního Povltaví. Při této povodni patřily Kralupy mezi nejzasaženější města. Na některých domech je dodnes vidět typická „čára“ ukazující výšku tehdejší hladiny. Obnova zničených objektů pak pokračovala celá další léta. Povodeň kulminovala 14. srpna, kdy se průtok přiblížil hodnotě 5 000 m3s−1. Pod vodou se ocitl celý střed města včetně postranních ulic, do kterých se rozlil Zákolanský potok. Na náměstí sahala hladina vody do výšky 2 metrů, zaplaveno bylo i nádraží. Voda ohrožovala i železobetonový most Tomáše Garrigua Masaryka. Sjely se hasičské záchranné sbory z blízkého i vzdáleného okolí, evakuace obyvatel z ohrožených objektů proběhly beze ztrát na životech.[zdroj?]
Po opadnutí vody začal úklid a ukázaly se vzniklé škody, které pomáhali likvidovat všichni. Dobrou organizační činností a za pomoci ze sousedních měst a obcí se do Vánoc podařilo město uklidit. Odstraňování následků povodně pokračovalo i v dalších letech a zdá se, že město přitom dostalo přívětivější vzhled.[zdroj?]

## Obecní správa

### Územněsprávní začlenění
Dějiny územněsprávního začleňování zahrnují období od roku 1850 do současnosti. V chronologickém přehledu je uvedena územně administrativní příslušnost města v roce, kdy ke změně došlo:
- 1850 země česká, kraj Praha, politický okres Slaný, soudní okres Velvary[8]
- 1855 země česká, kraj Praha, soudní okres Velvary
- 1868 země česká, kraj Praha, politický okres Slaný, soudní okres Velvary
- 1912 země česká, kraj Praha, politický okres Slaný, soudní okres Kralupy nad Vltavou[9]
- 1913 země česká, kraj Praha, politický i soudní okres Kralupy nad Vltavou[10]
- 1939 země česká, Oberlandrat Mělník, politický i soudní okres Kralupy nad Vltavou[11]
- 1942 země česká, Oberlandrat Praha, politický okres Roudnice nad Labem, soudní okres Kralupy nad Vltavou[12]
- 1945 země česká, správní i soudní okres Kralupy nad Vltavou[13]
- 1949 Pražský kraj, okres Kralupy nad Vltavou[14]
- 1960 Středočeský kraj, okres Mělník
- 2003 Středočeský kraj, okres Mělník, obec s rozšířenou působností Kralupy nad Vltavou

### Rok 1932
Ve městě Kralupy nad Vltavou (9 591 obyvatel) byly v roce 1932 evidovány tyto živnosti a obchody (výběr):
- Instituce: okresní úřad, okresní soud, berní správa, berní úřad, důchodkový kontrolní úřad, cejchovní úřad, okresní četnické velitelství, katolický kostel, synagoga, státní reálné gymnázium.
- Živnosti a průmysl: obchodní gremium, společenstvo různých živností, holičů, hostinských, krejčí, pokrývačů, řezníků a uzenářů, okresní jednota živnostenských společenstev, továrna na autochladiče Kratina, spolkový rolnický cukrovar, továrna na dýhy, 4 chemické továrny, výroba konfekce Slavia, Pražsko-Kralupská továrna na kůže, kyslík, Kralupská společnost pro lučební výrobky, Kralupská průmyslová lihovarská společnost, továrna na mazadla Bratří Neumannové, továrna na benzinové motory Pejšek, továrna na nábytek Čermák, Kralupská rafinérie olejů minerálních, parostrojní pivovar a sladovna, továrna na polévkové konzervy a kostky Maggi, slévárny, továrna na stroje hospodářské, 6 cihelen, 2 mlýny, 3 pily.
- Služby: 6 lékařů, zubní lékař, 2 zvěrolékaři, 3 advokáti, notář, architekt, Anglo-československá a Pražská úvěrní banka, biograf Elektra, biograf Sokol, 3 fotoateliéry, geometr, 3 hotely (Slavie, U slovanské lípy, Státní), Klusáčkova kavárna, 2 lékárny (Šafránek, U sv. Václava), 2 restaurace (nádražní, Pivovarní), Městská spořitelna, Občanská záložna, okresní hospodářská záložna, záložna pro obchod a živnosti, živnostenská záložna, 3 vinárny, zubní ateliér.

V obci Minice (833 obyvatel, katolický kostel, sbor dobrovolných hasičů, samostatná obec se později stala součástí Kralup nad Vltavou) byly v roce 1932 evidovány tyto živnosti a obchody: holič, 3 hostince, 2 kapelníci, konsum Svépomoc, kovář, mlýn, 2 obchody s obrazy, obuvník, 4 obchody s ovocem, pekař, pokrývač, povozník, 7 rolníků, řezník, sadař, 4 obchody se smíšeným zbožím, Spořitelní a záložní spolek pro Minice, 3 trafiky, truhlář, obchod s uhlím.[zdroj?]
V obci Zeměchy (471 obyvatel, katolický kostel, samostatná obec se později stala součástí Kralup nad Vltavou) byly v roce 1932 evidovány tyto živnosti a obchody: 2 hostince, košíkář, kovář, 2 obuvníci, 2 rolníci, řezník, 3 obchody se smíšeným zbožím, 2 švadleny, trafika, obchod s uhlím, obchod s dřevěným uhlím.[zdroj?]

## Demografie
Podle sčítání 1921 zde žilo v 613 domech 5 814 obyvatel, z nichž bylo 3 028 žen. 5 728 obyvatel se hlásilo k československé národnosti, 33 k německé a 6 k židovské. Žilo zde 3 832 římských katolíků, 220 evangelíků, 58 příslušníků Církve československé husitské a 119 židů. Podle sčítání 1930 zde žilo v 1 534 domech 9 587 obyvatel. 9 445 obyvatel se hlásilo k československé národnosti a 86 k německé. Žilo zde 6 457 římských katolíků, 446 evangelíků, 301 příslušníků Církve československé husitské a 140 židů.
| Rok            | 1869  | 1880  | 1890  | 1900  | 1910  | 1921  | 1930   | 1950   | 1961   | 1970   | 1980   | 1991   | 2001   | 2011   |
| -------------- | ----- | ----- | ----- | ----- | ----- | ----- | ------ | ------ | ------ | ------ | ------ | ------ | ------ | ------ |
| Počet obyvatel | 3 317 | 5 200 | 5 761 | 7 743 | 9 549 | 9 612 | 10 960 | 10 558 | 11 629 | 14 898 | 17 928 | 17 934 | 17 506 | 18 472 |
| Počet domů     | 313   | 501   | 533   | 744   | 957   | 1 178 | 1 777  | 2 137  | 2 150  | 2 190  | 2 079  | 2 255  | 2 309  | 2 563  |

| Rok            | 1869  | 1880  | 1890  | 1900  | 1910  | 1921  | 1930  | 1950  | 1961   | 1970  | 1980  | 1991  | 2001  |
| -------------- | ----- | ----- | ----- | ----- | ----- | ----- | ----- | ----- | ------ | ----- | ----- | ----- | ----- |
| Počet obyvatel | 1 341 | 2 968 | 3 277 | 4 722 | 5 848 | 5 814 | 5 703 | 9 408 | 11 166 | 5 144 | 7 617 | 8 942 | 8 633 |
| Počet domů     | 97    | 235   | 252   | 378   | 498   | 613   | 820   | 1 847 | 2 034  | 852   | 714   | 772   | 759   |

Věková struktura obyvatel obce Kralupy nad Vltavou roku 2011
Rodinný stav obyvatel obce Kralupy nad Vltavou roku 2011
Vzdělání obyvatel obce Kralupy nad Vltavou roku 2011

## Kultura

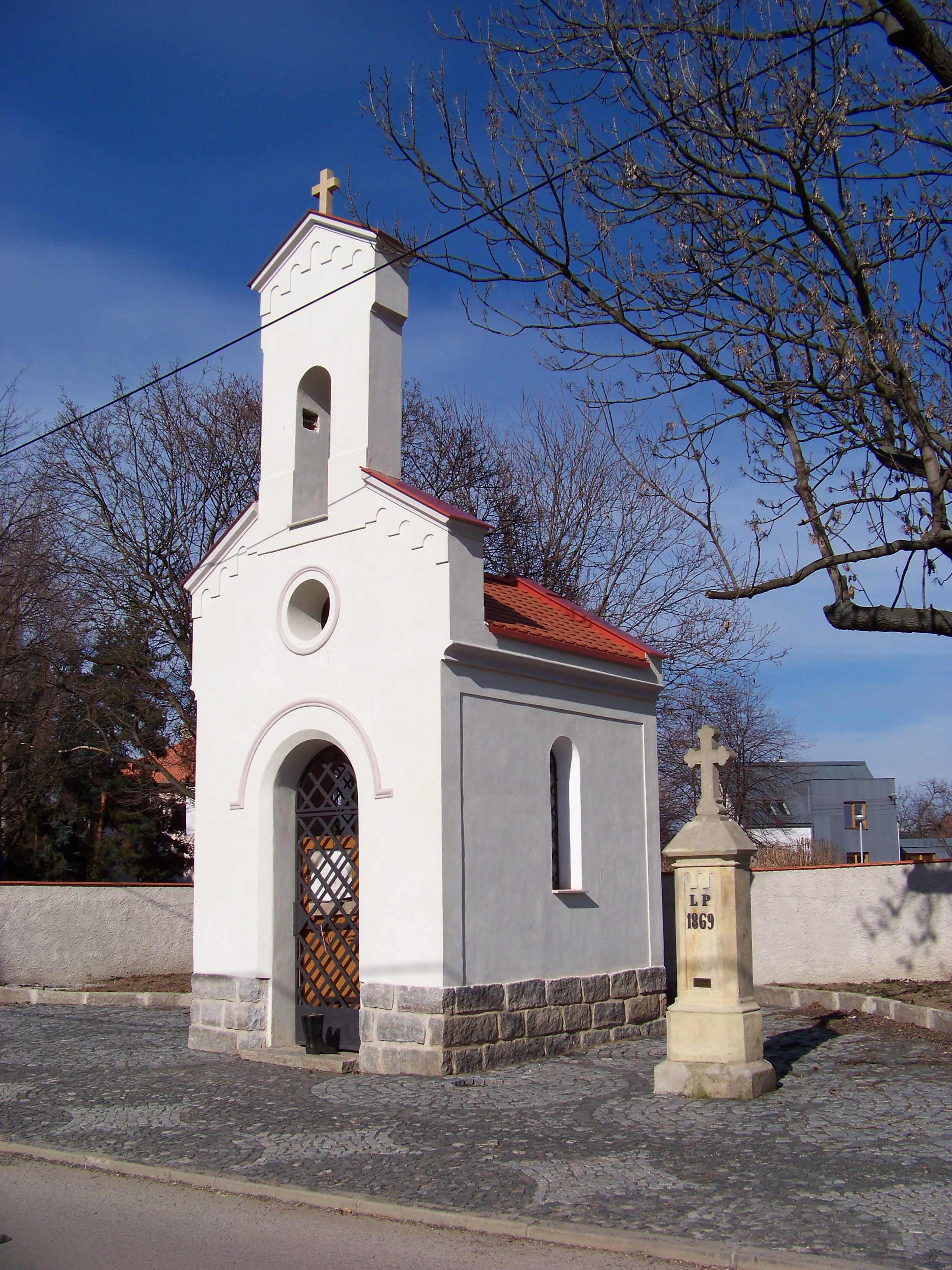
Kaplička v Lobečku

### Městské muzeum
První myšlenka zřídit v městě muzeum vznikla v roce 1895; podařilo se to až v roce 1927, kdy byla ustavena Společnost krajinského musea v Kralupech nad Vltavou. Veřejnosti bylo otevřeno v roce 1928. Ze skromných počátků v jedné místnosti obecné školy se sbírky postupně rozrůstaly; při slavnostním otevření gymnázia byly také v jeho budově v roce 1930 otevřeny sbírky krajinského muzea. V roce 1935 mělo muzeum 3 852 exponátů. Velké ztráty utrpělo při náletu na Kralupy 22. března 1945; není známo, co vše bylo poškozeno nebo zničeno. Muzeum bylo po druhé světové válce přemístěno do novostavby budovy okresního soudu (dnes nemocnice). Brzy bylo znovu přemístěno do zámku v blízkých Lobkovicích. Krátkodobě bylo muzeum přeměněno na instituci okresní. V roce 1960 došlo k reformě státní správy, při níž byl okres Kralupy zrušen. V roce 1962 bylo muzeum zrušeno a jeho sbírky předány do muzeí, kam části zaniklého okresu připadly.  V roce 1968 byla snaha o obnovení městského muzea, avšak nedošlo k tomu. Až v roce 1992 bylo muzeum obnoveno jako městské, umístěno v samostatné budově a byl zahájen sběr exponátů. V roce 1996 byla budova pro účely muzea velkým nákladem města adaptována. Muzeum má dnes pět stálých expozic; beze ztrát přečkalo i povodeň v srpnu roku 2002, provizorně bylo znovu otevřeno již v listopadu téhož roku. 15.1.2004 byly po náročné obnově otevřeny všechny expozice. Návštěvníci mohou zhlédnout pět stálých expozic a krátkodobé výstavy. Muzeum je společenskovědní a zaměřuje se na minulost, proměny města a jeho nejbližšího okolí; některé jeho exponáty však pocházejí i z širšího okolí. Rok 2000 byl rokem četných výročí: uplynulo 55 let od amerického náletu, 150 let od zahájení pravidelné železniční dopravy, 120 let od narození kralupského rodáka malíře Jiřího Karpelese, 120. výročí založení oslavila Městská knihovna a bylo vzpomenuto i 130. výročí narození malíře Josefa Holuba. Městské muzeum kromě archeologických nálezů a historie okolí věnuje zvláštní pozornost též básníku Jaroslavu Seifertovi a kralupskému rodákovi a malíři Jiřímu Karpelesovi, známému ve světě pod jménem Georges Kars (1880–1945). V roce 2002 se město připravovalo k oslavám svého 100. výročí, k nimž  kvůli povodni už nedošlo.[zdroj?]

### Městská knihovna
V roce 1880 byla založena knihovna v řemeslnicko-čtenářské besedě a v roce 1887 byla prohlášena za veřejnou. V letech 1892–1896 byl čelní osobou těchto snah inspektor Severozápadní dráhy Jan Rys. V roce 1921 předala řemeslnicko-čtenářská beseda knihovnu městu (řemeslnicko-čtenářskou besedu vedl Antonín Boruta, dědeček básníka Jaroslava Seiferta). I knihovna byla postižena 22. března 1945 při náletu na Kralupy a v roce 1947 knihovnu, sídlící v bývalé synagoze, poničila povodeň. V roce 1958 se přestěhovala do prostor v Jodlově ulici, kde sídlí dodnes (2020). Od roku 1995 je knihovna oddělením Městského úřadu. V letech 1998–1999 budova knihovny prošla rekonstrukcí a nově v ní byla zřízena studovna. V roce 2000 knihovna získává první počítače. V srpnu 2002 postihla město i knihovnu povodeň a do roku 2003 byla knihovna uzavřena. Automatizovaný výpůjční protokol byl spuštěn roce 2006. K 130. výročí svého založení zahájila v roce 2010 knihovna půjčování zvukových knih; nabízí také veřejně přístupný internet. V roce 2011 byla zrušena pobočka v městské části Lobeček. Knihovna trvale pro své uživatele rozšiřuje činnost, např. půjčováním čtečky elektronických knih, půjčováním deskových her nebo interaktivních knih pro děti.[zdroj?]

### Odraz Kralup v literatuře
Z Kralup podle knihy Jaroslava Haška Osudy dobrého vojáka Švejka za světové války pocházela jedna z postav, účetní šikovatel Vaněk, před narukováním pracující v Kralupech jako drogista. V květnu 2017 skupina zdejších sympatizantů instalovala Švejkovu sochu do pěší zóny zdejší Husovy ulice. Náklady na zhotovení skulptury vyčíslili členové spolku na 400 tisíc českých korun, které vybrali formou sbírky.

## Památky

Kostel Narození svatého Jana Křtitele v Zeměchách

- Kostel Nanebevzetí Panny Marie a svatého Václava

- Synagoga
- Most T. G. Masaryka
- Přírodní památka Hostibejk
- Vojenský srub na Hostibejku
- hrob básníka Jaroslava Seiferta
- Krucifix
- Hřbitovní kaple
- Dům U Jodlů
- Bývalá budova TJ Sokol

Pomník obětem první a druhé světové války

- Pomník obětem první a druhé světové války
- Kaplička (postavena v roce 2012 na místě zbořené)
- ve městě je umístěna řada pamětních desek a pomníků
- Morový sloup "štatue" v Mikovicích
- Minické hradiště

## Osobnosti
- Jan Jodl Kralupský (1791–1869), národní buditel, jazykovědec, středoškolský pedagog
- Antonín Boruta (1846–1926), vlastivědný pracovník, praotec básníka Jaroslava Seiferta
- Georges Kars (1880–1945), malíř
- Jindřich Bišický (1889–1949), válečný fotograf
- Karel Klapálek (1893–1984), armádní generál
- Jaroslav Seifert (1901–1986), básník, nositel Nobelovy ceny
- Vašek Káňa (1905–1985), novinář a dramatik, autor budovatelského dramatu Parta brusiče Karhana
- Bedřich Zelenka (1921–2011), herec, humorista a scenárista, bratr spisovatele Otto Zelenky
- Otakar Špecinger (1923–2014), regionální historik, vlastivědný pracovník a publicista
- Alexander Kerst (1924–2010), rakouský herec
- Alena Čermáková (1926–2010), malířka a grafička
- Otto Zelenka (1931–2013), dramatik a scenárista, bratr Bedřicha, otec režiséra Petra Zelenky
- Karel Voříšek (* 1963), televizní moderátor
- Martin Procházka (* 1972), hokejista a trenér, olympijský vítěz z Nagana

## Doprava
Dopravní síť

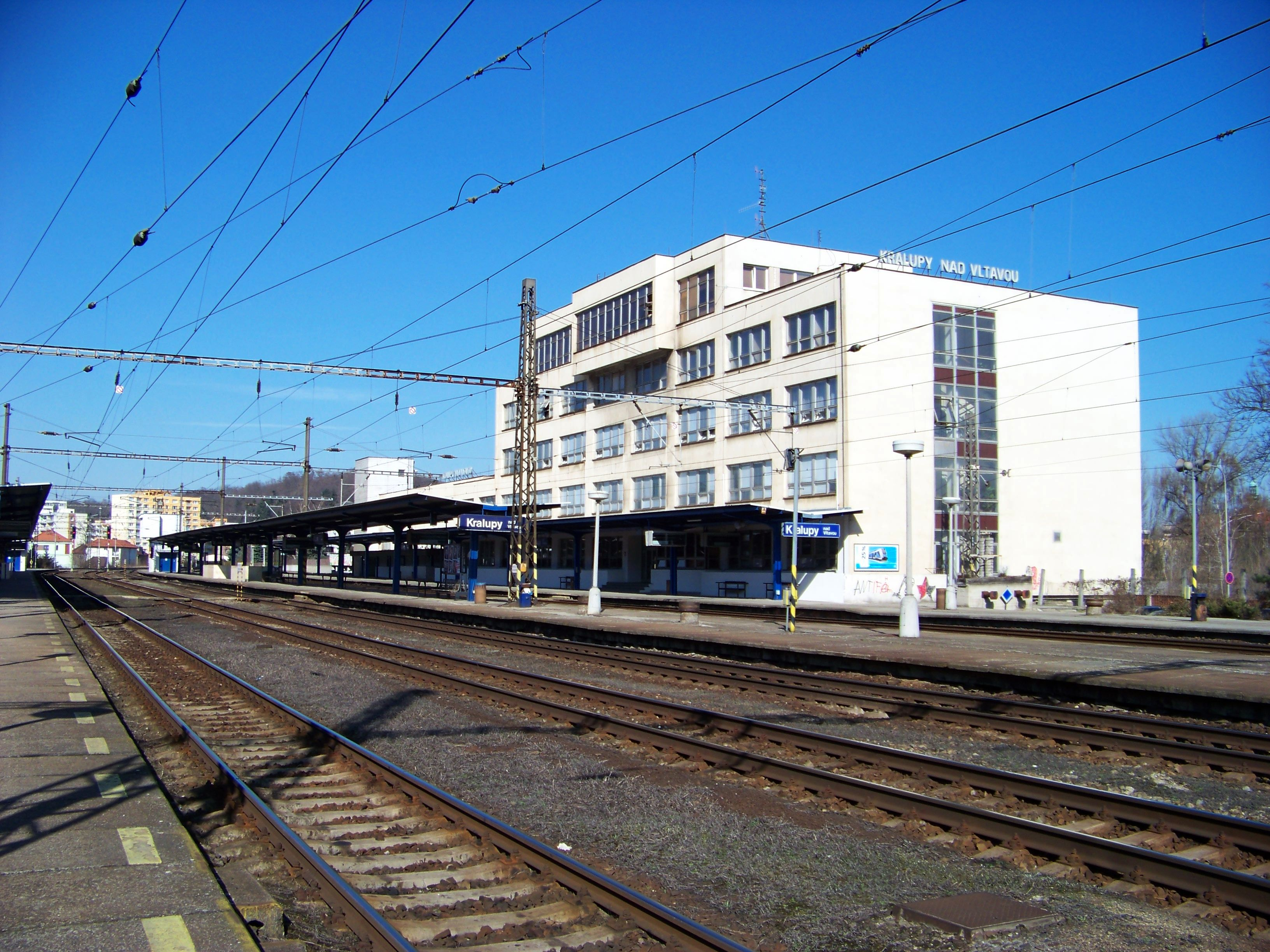
Železniční stanice

- Pozemní komunikace – Městem procházejí silnice II/101 Brandýs nad Labem–Stará Boleslav – Neratovice – Kralupy nad Vltavou – Kladno – Unhošť a II/240 Praha – Horoměřice – Kralupy nad Vltavou – Velvary – Roudnice nad Labem.
- Železnice – Železniční stanice Kralupy nad Vltavou je železniční křižovatkou. Stýkají se zde tratě Praha – Kralupy nad Vltavou – Děčín, Neratovice – Kralupy nad Vltavou, Kralupy nad Vltavou – Kladno, Kralupy nad Vltavou – Slaný – Louny a Kralupy nad Vltavou – Velvary.

Na území města leží ještě železniční stanice Kralupy nad Vltavou předměstí, kde se oddělují tratě do Loun a do Velvar, železniční zastávka Zeměchy na trati do Loun a železniční zastávka Kralupy nad Vltavou-Minice na trati do Kladna.
Veřejná doprava 2024
- Autobusová doprava – Ve městě měly zastávky autobusové linky do těchto cílů: Mělník, Nelahozeves, Slaný, Roudnice nad Labem, Obříství, Spomyšl, Vraňany, Neratovice, Kladno, Koleč, Zákolany, Odolena Voda, Praha, Velvary.
- Železniční doprava – Po děčínské trati vedou linky S4 (Praha–Vraňany–Hněvice) a R20 (Praha – Kralupy nad Vltavou – Hněvice) v rámci pražského systému Esko. V železniční stanici Kralupy nad Vltavou po této trati zastavovalo v pracovních dnech 13 rychlíků, 1 spěšný vlak a 36 osobních vlaků, o víkendech 10 rychlíků a 22 osobních vlaků, expresy stanicí projížděly. Přepravní zatížení trati do Neratovic činilo v pracovních dnech 13 osobních vlaků, o víkendech 10 osobních vlaků. Přepravní zatížení trati do Kladna v úseku mezi Kralupy nad Vltavou a Brandýskem činilo v pracovních dnech 4 spěšné vlaky a 11 osobních vlaků, o víkendech 10 osobních vlaků. Přepravní zatížení trati do Loun v úseku Kralupy nad Vltavou – Zvoleněves činilo v pracovních dnech 17 osobních vlaků a 1 spěšný vlak, o víkendech 11 osobních vlaků a 2 spěšné vlaky. Přepravní zatížení trati do Velvar činilo v pracovních dnech 16 osobních vlaků, o víkendech 14 osobních vlaků.

## Turistika
- Cyklistika – Městem vedou cyklotrasy č. 2 Kralupy n. Vlt. – Mělník – Litoměřice – Ústí n. L. – Děčín, Vltavská pravobřežní cyklotrasa Praha – Kralupy nad Vltavou, č. 0081 Kralupy n. Vlt. – Libčice – Úholičky – Okoř, č. 0082 Kralupy n. Vlt. – Tursko – Úholičky – Únětice.
- Pěší turistika – Územím města vedou turistické trasy  Praha – Řež – Kralupy nad Vltavou – Nelahozeves – Říp,  Kralupy nad Vltavou – Zákolany – Okoř,  Kralupy nad Vltavou – Veltrusy – Nelahozeves,  Kralupy nad Vltavou – Velvary.

## Sport
- FK Kralupy 1901 – fotbal
- FK Čechie Kralupy – fotbal
- HK Kralupy nad Vltavou – lední hokej
- RC Kralupy nad Vltavou – ragby
- BK Kralupy Junior – basketbal
- Kralupy Wolves – florbal
- TJ Kralupy, zs, oddíl volejbalu – volejbal
- AFC Kralupy nad Vltavou – futsal
- Pitbull gym Kralupy nad Vltavou -box

## Galerie

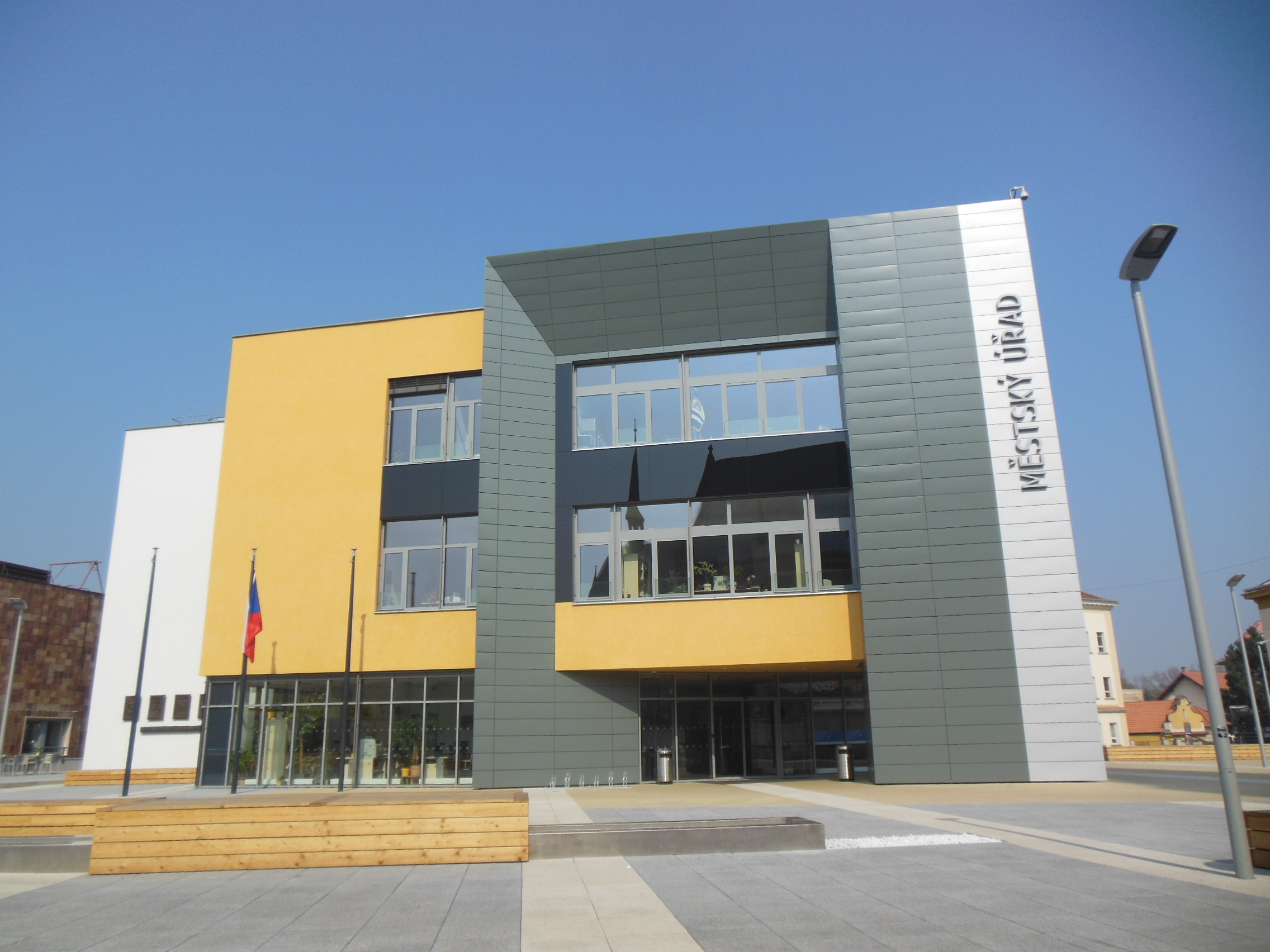
Městský úřad na Palackého náměstí
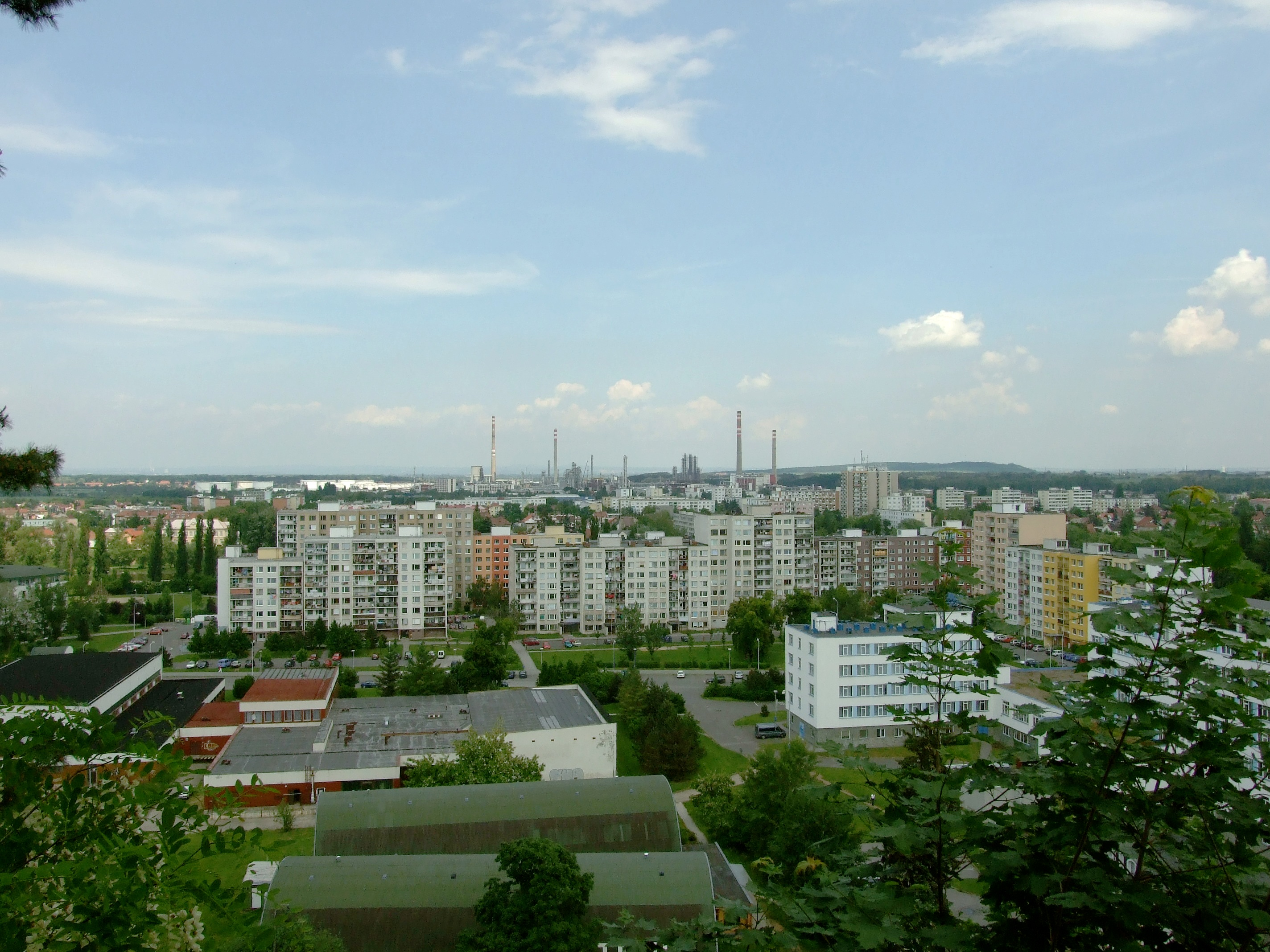
Kralupské panorama
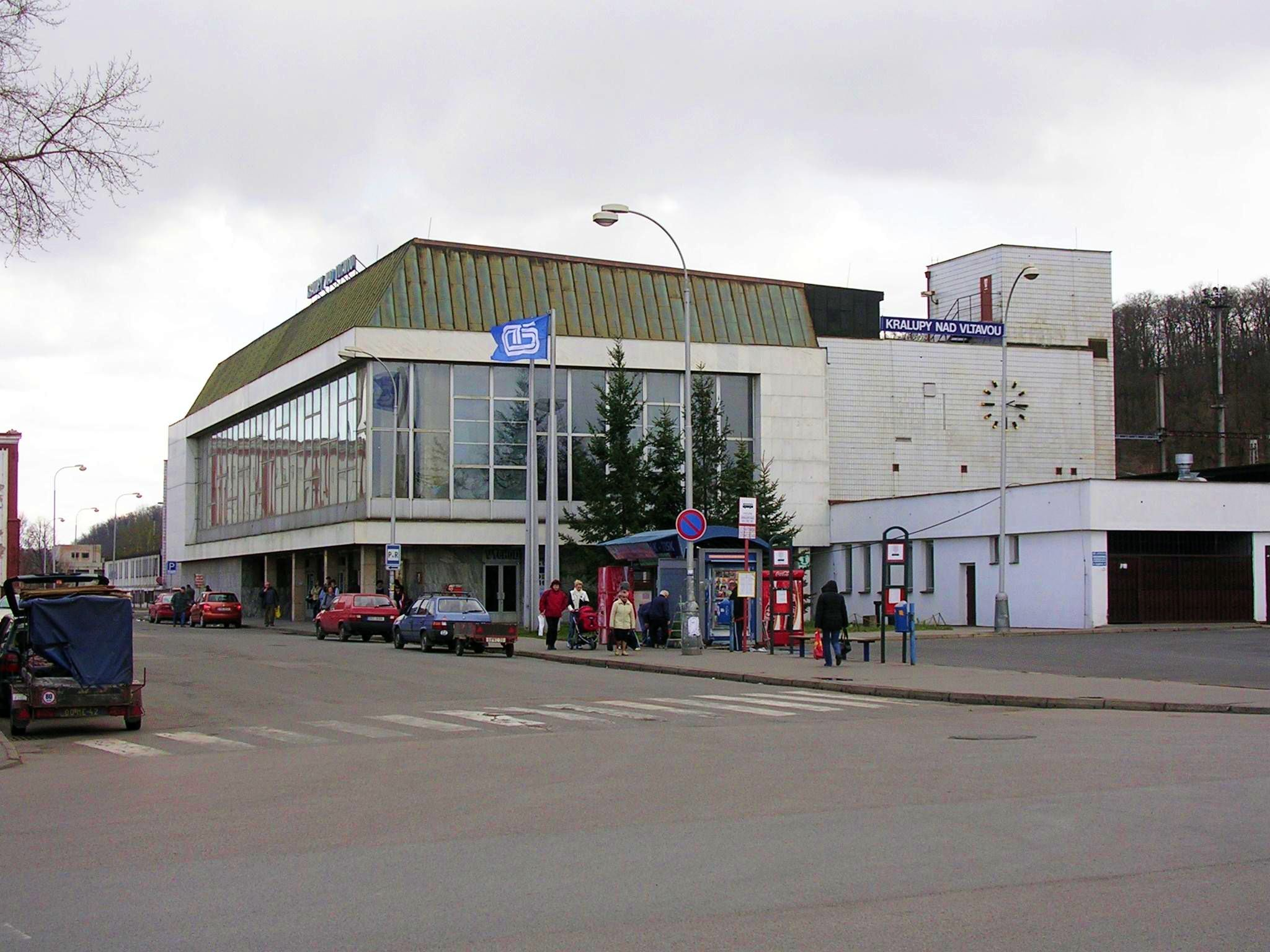
Kralupy nad Vltavou – nádraží
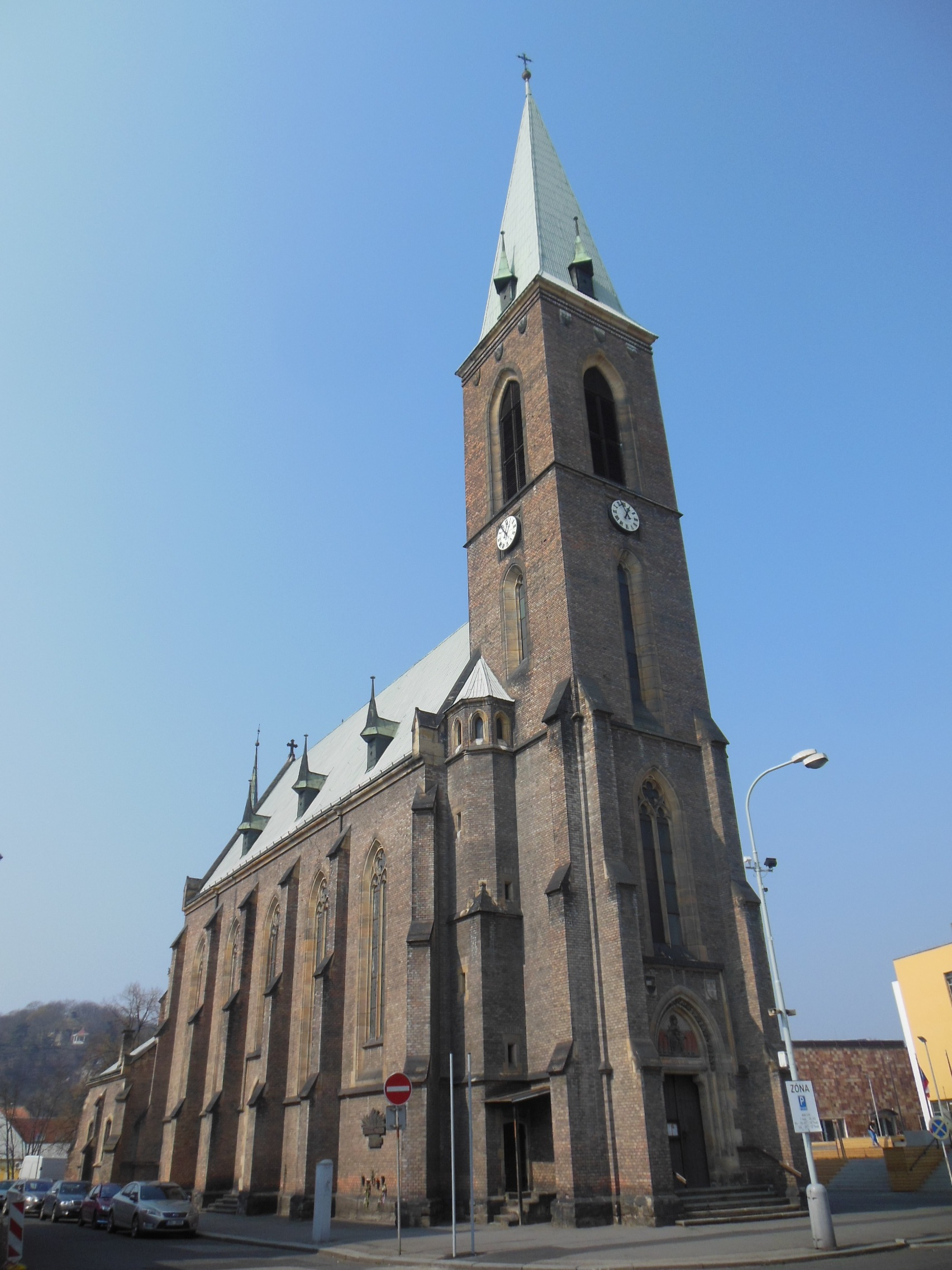
Kostel Nanebevzetí Panny Marie a svatého Václava
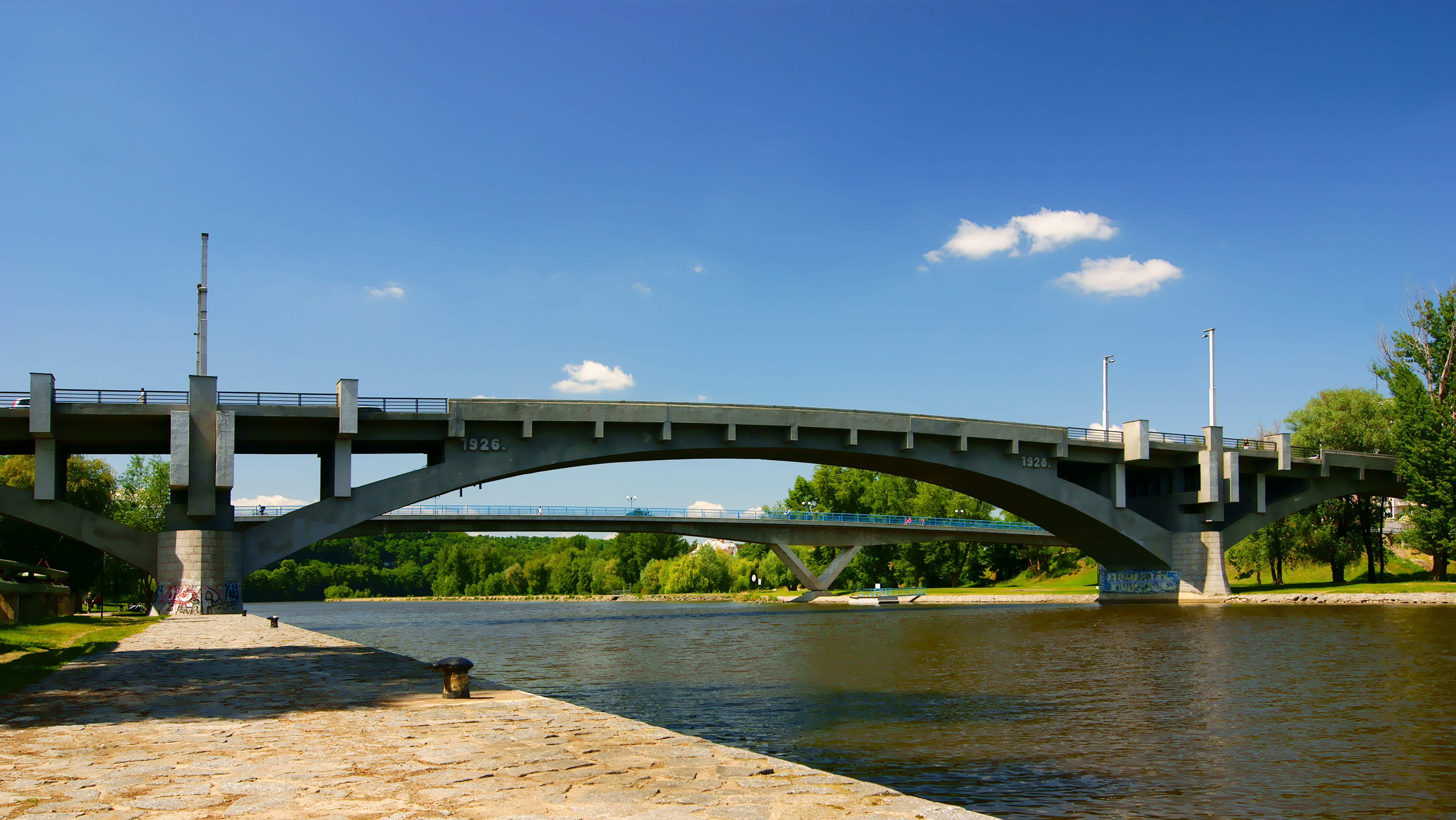
Most T.G.M. v Kralupech nad Vltavou
Sídlo společnost MERO
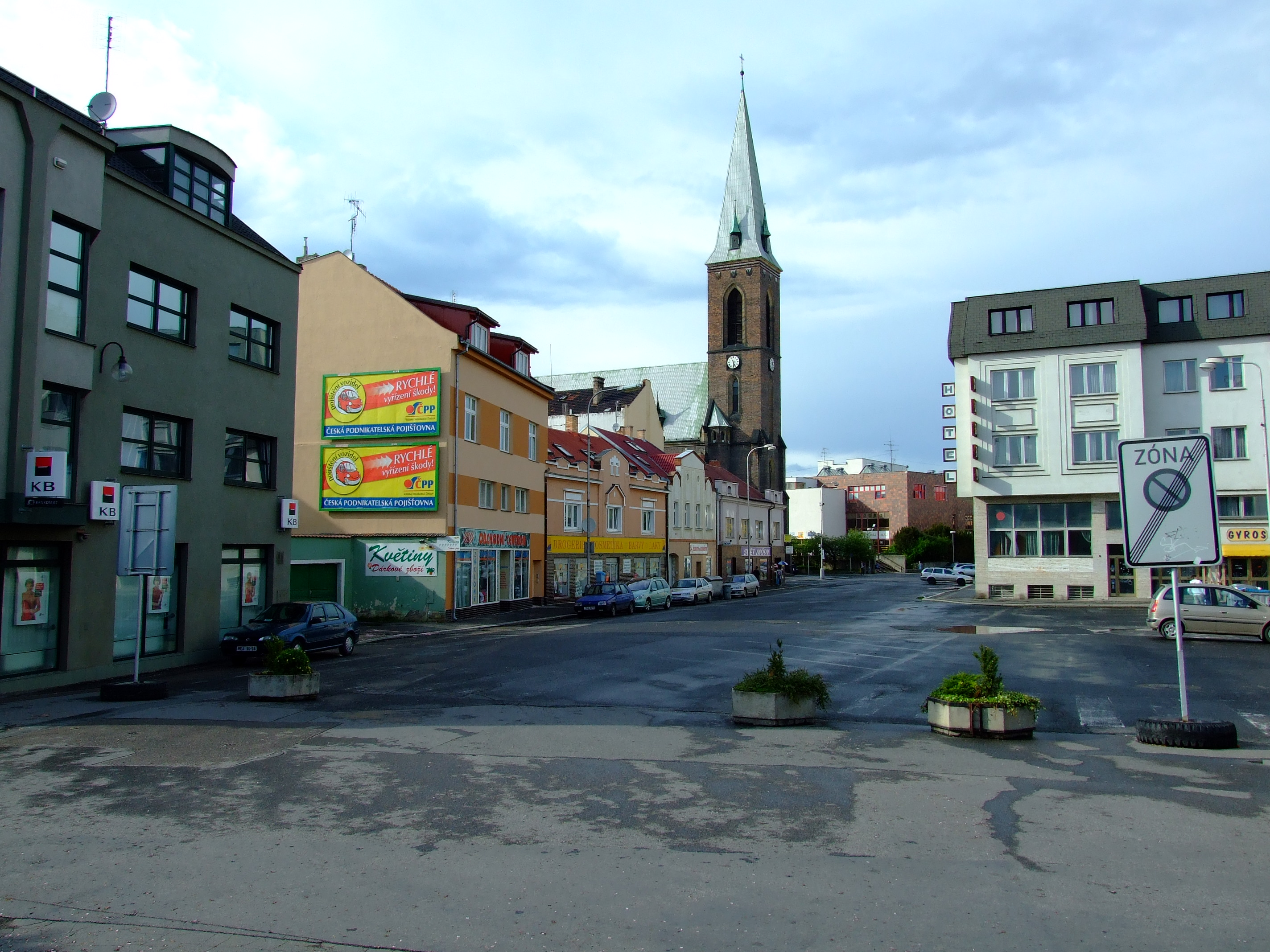
Palackeho namesti pred rekonstrukci
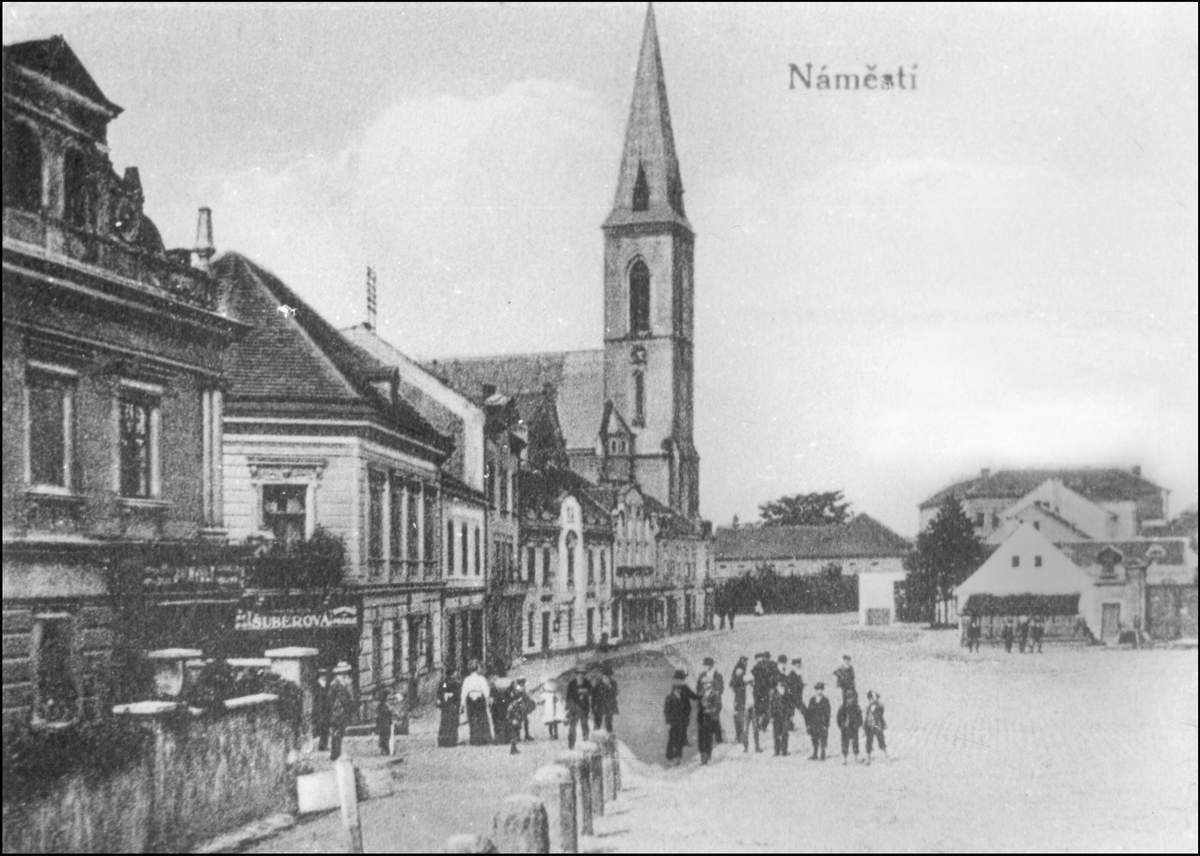
Palackeho namesti na prelomu 19. a 20. stoleti
Socha Josefa Švejka na Palackého náměstí.
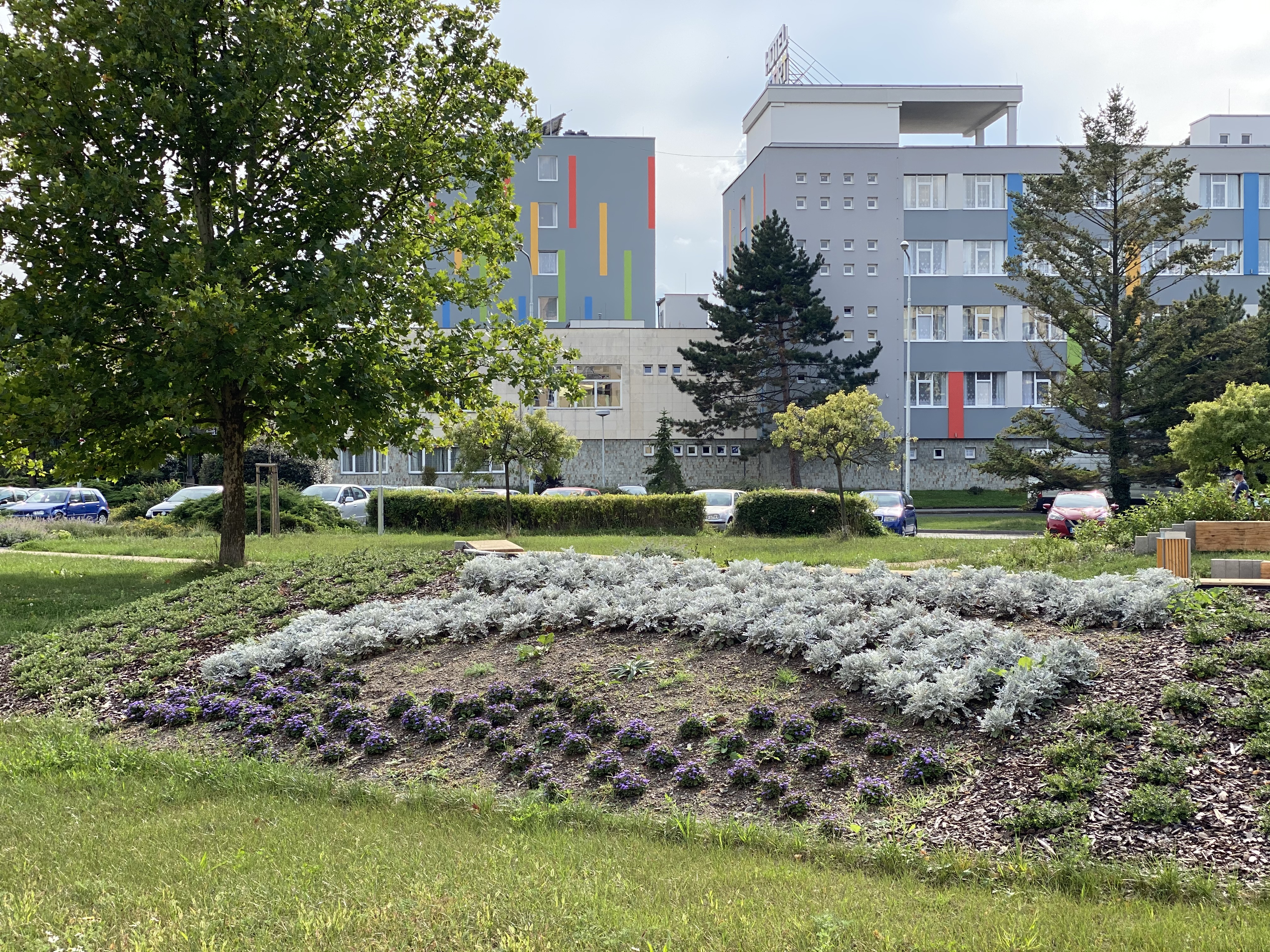
Park přátelství na Cukrovaru.
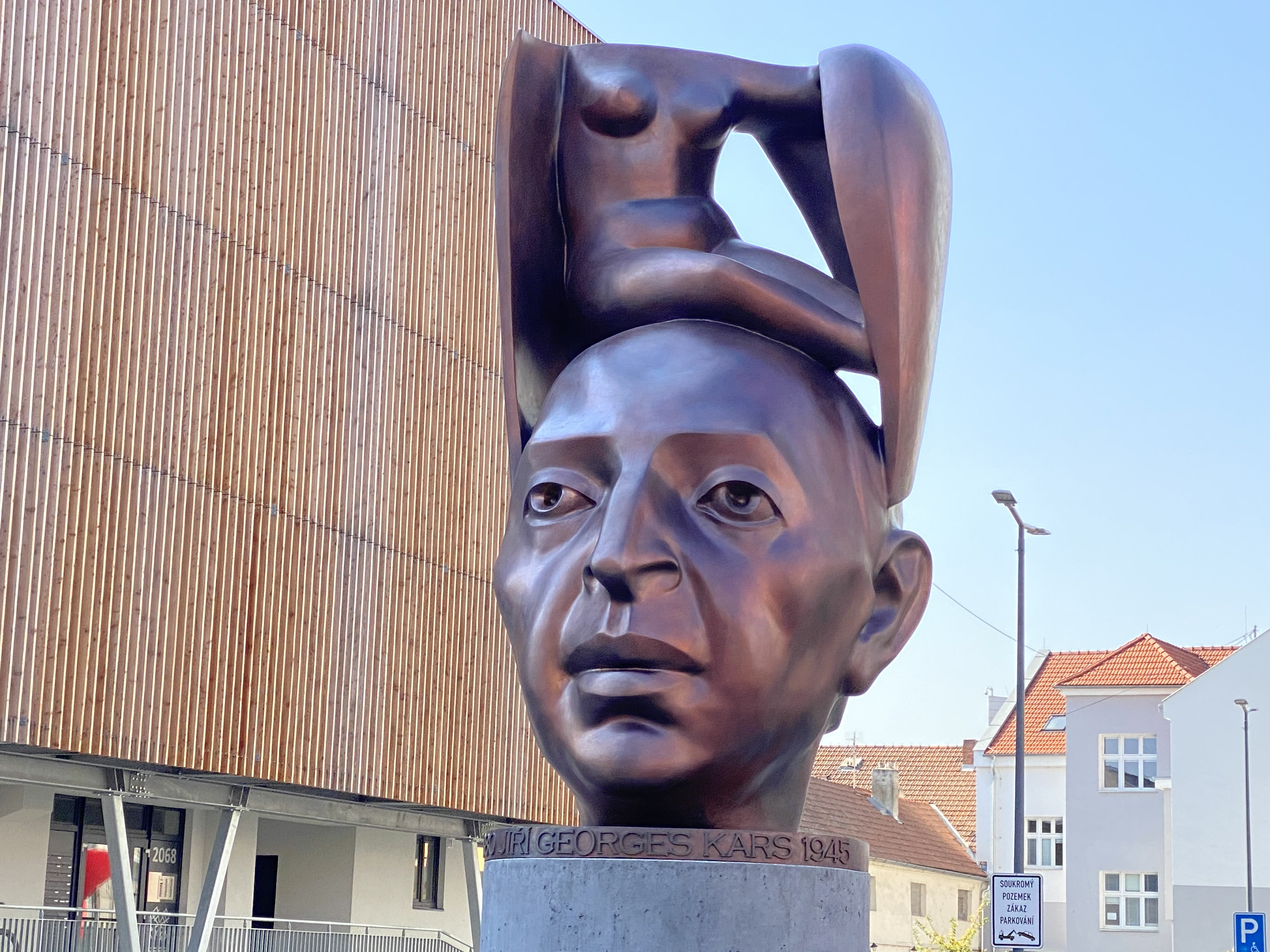
Socha G. Karse.
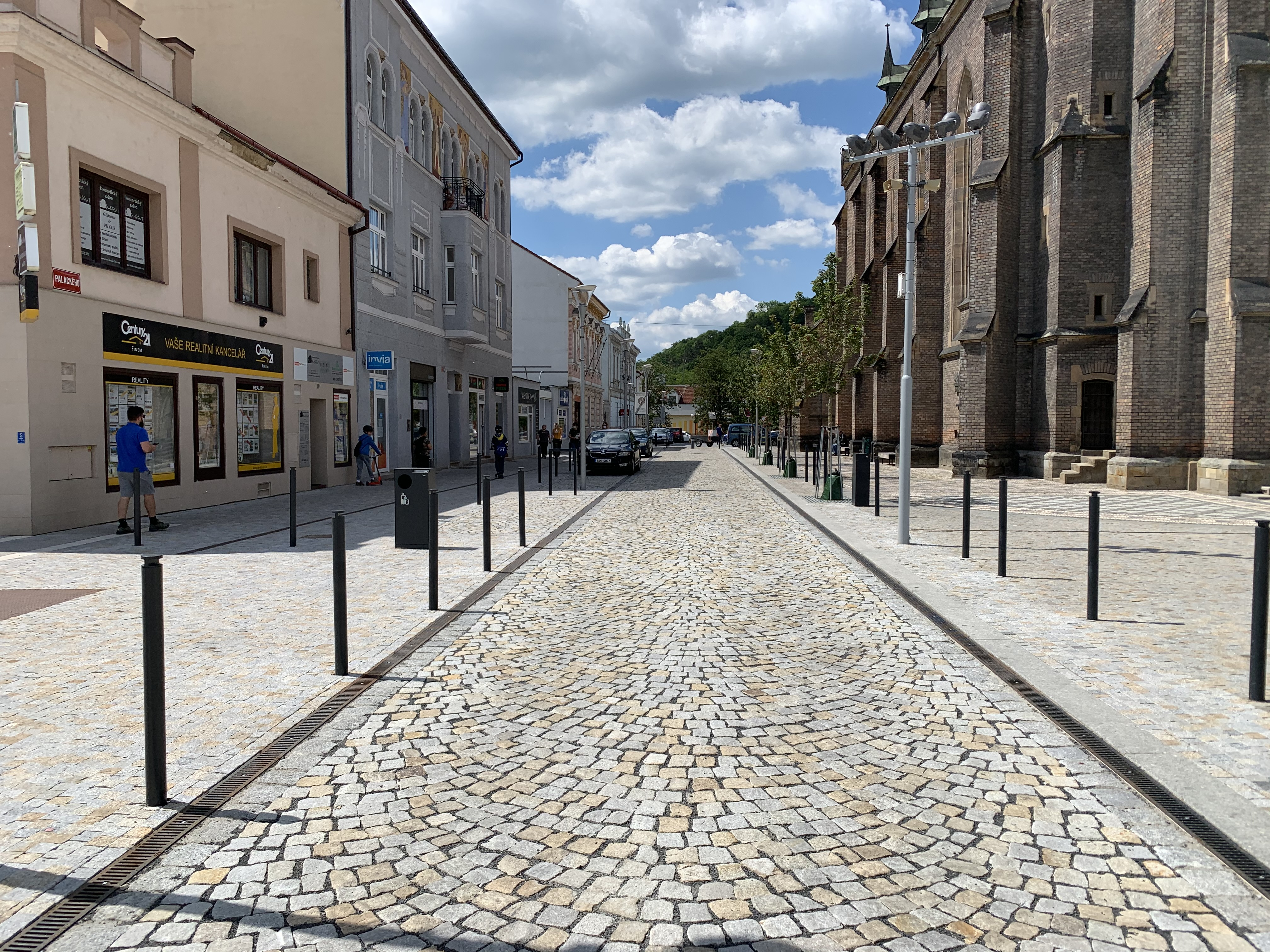
Palackého ulice v roce 2019.
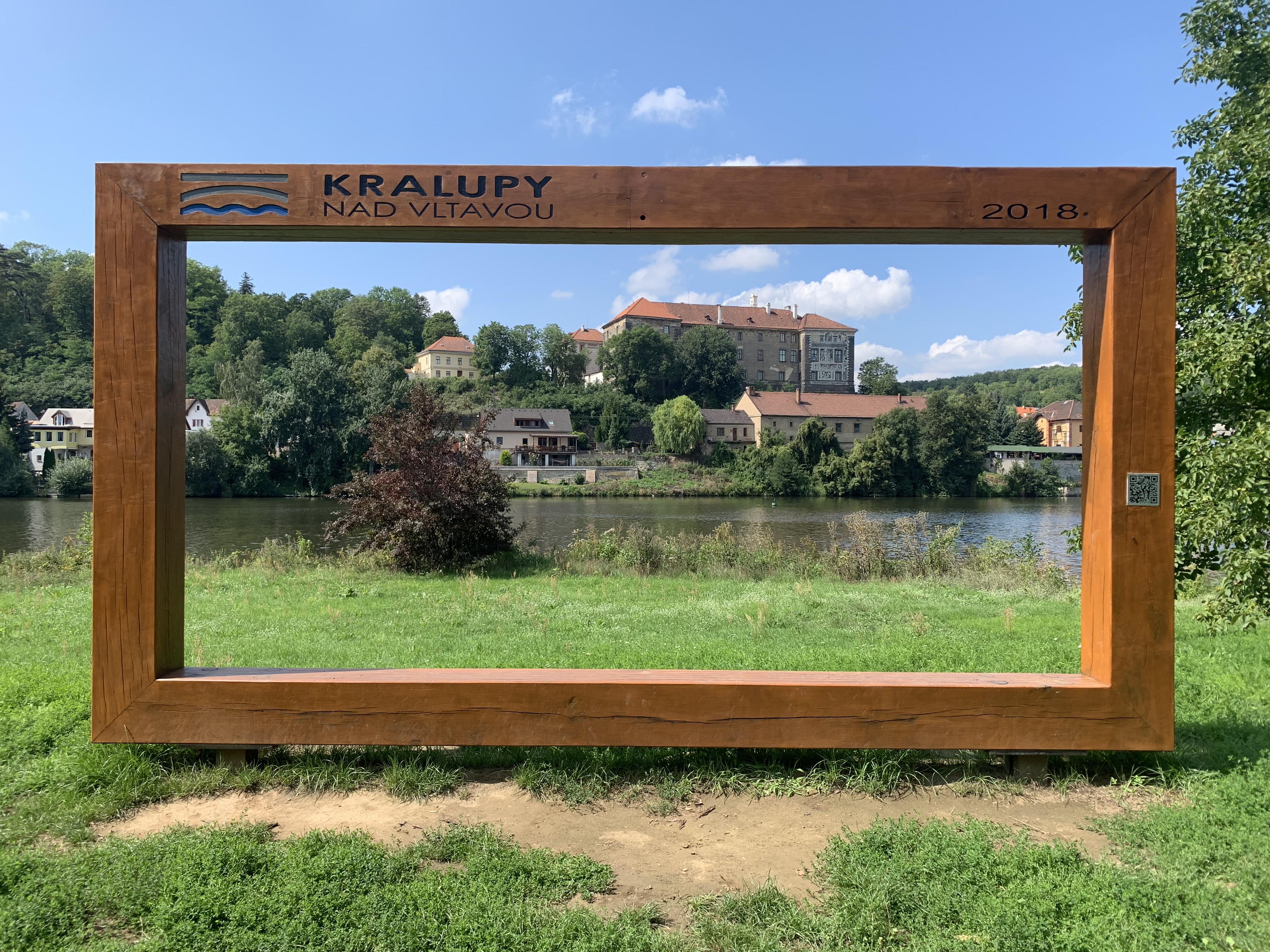

## Partnerská města

Znaky partnerských měst na budově MÚ na Palackého nám. (stav k 2014)

- Banyuls-sur-Mer, Francie (1991)
- Hennigsdorf, Německo (1996)
- Komárno, Slovensko (1997)
- Šabac, Srbsko (2007)
- Hrádek nad Nisou, Česko (2015)
- Środa Wielkopolska, Polsko (2017)
- Miren-Kostanjevica, Slovinsko (2019)